# Puchar Pokoju i Przyjaźni 1966
Sezon 1966 Pucharu Pokoju i Przyjaźni – czwarty sezon Pucharu Pokoju i Przyjaźni. Mistrzem wśród kierowców został Heinz Melkus (Melkus 64), natomiast mistrzostwo narodów wywalczyło NRD.

## Kalendarz wyścigów
Źródło: formula2.net
| Runda | Data        | Tor       | Pole position   | Najszybsze okrążenie | Zwycięzca (kierowcy) | Zwycięzca (zespoły) |
| ----- | ----------- | --------- | --------------- | -------------------- | -------------------- | ------------------- |
| 1     | 12 czerwca  | Budapeszt | ?               | Heinz Melkus         | Vladimír Hubáček     | Czechosłowacja      |
| 2     | 26 czerwca  | Warszawa  | ?               | ?                    | Antoni Weiner        | ?                   |
| 3     | 24 lipca    | Leningrad | ?               | Heinz Melkus         | Heinz Melkus         | NRD                 |
| 4     | 15 sierpnia | Schleiz   | Jerzy Jankowski | Jerzy Jankowski      | Jerzy Jankowski      | ?                   |

## Klasyfikacja
| Legenda oznaczeń w tabelach wyników Wyświetl szablon na nowej stronie | Legenda oznaczeń w tabelach wyników Wyświetl szablon na nowej stronie                                                                     |
| Oznaczenie                                                            | Wyjaśnienie |
| --------------------------------------------------------------------- | --- |
| Złoty                                                                 | Zwycięzca lub mistrzostwo |
| Srebrny                                                               | 2. miejsce lub wicemistrzostwo |
| Brązowy                                                               | 3. miejsce lub II wicemistrzostwo |
| Zielony                                                               | Ukończył, punktował (w klasyfikacji generalnej, gdy zdobył co najmniej jeden punkt na przestrzeni sezonu, poza trzema powyższymi opcjami) |
| Niebieski                                                             | Ukończył, nie punktował (w klasyfikacji generalnej, gdy nie zdobył co najmniej jednego punktu na przestrzeni sezonu)                      |
| Czerwony                                                              | Nie zakwalifikował się (NZ) |
| Czerwony                                                              | Nie prekwalifikował się (NPK) |
| Różowy                                                                | Nie ukończył (NU) |
| Różowy                                                                | Niesklasyfikowany (NS) (w klasyfikacji generalnej, gdy nie został sklasyfikowany w żadnym wyścigu sezonu)                                 |
| Czarny                                                                | Zdyskwalifikowany (DK) |
| Czarny                                                                | Wykluczony (WYK/EX) |
| Biały                                                                 | Nie wystartował (NW) |
| Biały                                                                 | Kontuzjowany (K/INJ) |
| Biały                                                                 | Wyścig odwołany (OD/C) |
| Bez koloru                                                            | Został wycofany (WYC/WD) |
| Bez koloru                                                            | Nie przybył (NP/DNA) |
| Bez koloru                                                            | Nie brał udziału w treningach (NT/DNP) |
| Bez koloru                                                            | Nie został zgłoszony (–) |
| Pogrubienie                                                           | Start z pole position |
| Kursywa                                                               | Najszybsze okrążenie wyścigu |
| †                                                                     | Nie ukończył, ale jego rezultat został zaliczony ze względu na przejechanie więcej niż 90% dystansu wyścigu.                              |
| *                                                                     | Sezon w trakcie |
| 1/2/3                                                                 | Punktowana pozycja w sprincie kwalifikacyjnym                                                                                             |
| Lista systemów punktacji Formuły 1                                    | |

### Kierowcy
| Poz. | Kierowca              | BUD | WWA | LEN | SLZ |
| ---- | --------------------- | --- | --- | --- | --- |
| 1    | Heinz Melkus          | 2   | 2   | 1   | 3   |
| ?    | Vladimír Hubáček      | 1   | NU  | -   | 15  |
| ?    | Antoni Weiner         | NU  | 1   | -   | -   |
| ?    | Jerzy Jankowski       | -   | NW  | -   | 1   |
| ?    | Longin Bielak         | 5   | 6   | 2   | 7   |
| ?    | Willy Lehmann         | -   | -   | -   | 2   |
| ?    | Józef Kiełbania       | 3   | 3   | 5   | NU  |
| ?    | Frieder Rädlein       | -   | -   | 3   | -   |
| ?    | László Bognár         | 7   | -   | 4   | NU  |
| ?    | Siegfried Leutert     | 4   | -   | -   | -   |
| ?    | Ksawery Frank         | -   | 4   | -   | -   |
| ?    | Václav Bobek          | -   | -   | -   | 4   |
| ?    | Hans Roediger         | -   | 5   | -   | -   |
| ?    | Peter Findeisen       | -   | -   | -   | 5   |
| ?    | Tibor Széles          | 12  | 8   | 6   | 11  |
| ?    | Christian Pfeiffer    | 6   | -   | -   | -   |
| ?    | Miroslav Fousek       | -   | -   | -   | 6   |
| NS   | Ludwik Glib           | -   | 7   | -   | -   |
| NS   | Jurij Andriejew       | -   | -   | 7   | -   |
| NS   | Wiktor Łapin          | -   | -   | 8   | 8   |
| NS   | Ants Seiler           | 8   | -   | NU  | 13  |
| NS   | Jakow Wartpatrikow    | -   | -   | 9   | 10  |
| NS   | István Sulyok         | 9   | -   | 15  | 14  |
| NS   | Władysław Paszkowski  | -   | 9   | -   | -   |
| NS   | Zbigniew Sucharda     | -   | -   | -   | 9   |
| NS   | Vladimir Kutra        | 10  | -   | -   | -   |
| NS   | Jewgienij Głucharew   | -   | -   | 10  | -   |
| NS   | Vladimír Valenta      | 11  | -   | -   | -   |
| NS   | Antal Németh          | 15  | -   | -   | 12  |
| NS   | Miklós de Sorgo       | 13  | -   | -   | -   |
| NS   | Alois Gbelec          | 14  | -   | -   | -   |
| NS   | Sándor Kiss           | NU  | -   | -   | -   |
| NS   | Władysław Szulczewski | NU  | -   | -   | -   |
| NS   | Herbert Armstroff     | -   | -   | NU  | -   |

### Zespoły
| Miejsce | Zespół         | Punkty |
| ------- | -------------- | ------ |
| 1       | NRD            | 40     |
| 2       | Polska         | 36     |
| 3       | Czechosłowacja |        |
| 4       | Węgry          |        |
| 5       | ZSRR           |        |